# Сыны
Сыны (кирг. Сыны) — село в Аксыйском районе Джалал-Абадской области Кыргызстана. Входит в состав Кара-Жыгачского айылного аймака.

## География
Село расположено в южной части области, на берегах реки Сыны-Сай (правый приток реки Кара-Суу), на расстоянии приблизительно 22 километров (по прямой) к северо-востоку от города Кербен, административного центра района. Абсолютная высота — 1017 метров над уровнем моря.

## Население
Согласно оценочным данным Национального статистического комитета Кыргызской Республики, численность населения села на начало 2023 года составляла 1015 человек.
| год     | 2009 | 2014 | 2015 | 2020 | 2021 | 2023 |
| ------- | ---- | ---- | ---- | ---- | ---- | ---- |
| человек | 2274 | 2885 | 1118 | 872  | 993  | 1015 |